# Miramar (Florida)
Miramar je město na jihu Broward County, na Floridě. Ve městě žije přibližně 135 tisíc obyvatel. Jde o čtvrté největší město v Broward County a čtrnácté největší město na Floridě.

## Geografie
Město má rozlohu 81,0 km², z toho 5,66 % tvoří vodní plochy. Podle studie z roku 2017 jde o páté povodněmi nejvíce ohrožené město ve Spojených státech.

### Sousední obce
Město sousedí s těmito obcemi:
- Na severu s Pembroke Pines
- Na severovýchodě s Hollywoodem
- Na východě s West Parkem
- Na jihu sousedí s Miami-Dade County

## Politika
První starosta a členové městské rady složili přísahu 20. června 1955, všichni byli jmenováni guvernérem Floridy.
K roku 2024 byl starostou Wayne Messam.

### Seznam starostů
| Jméno              | Období                    |
| ------------------ | ------------------------- |
| Robert Gordon      | červen 1955 – leden 1959  |
| Charles Knapp      | leden 1959 – únor 1959    |
| Samuel Winfield    | duben 1959 – leden 1960   |
| Richard Calhoun    | leden 1960 – březen 1975  |
| Harry Rosen        | březen 1975 – březen 1979 |
| Joe Veins          | březen 1979 – březen 1983 |
| Frank Branca       | březen 1983 – duben 1989  |
| Viciki Coceano     | červen 1989 – březen 1999 |
| Lori Cohen Moseley | březen 1999 – březen 2015 |
| Wayne Messam       | březen 2015 – současnost  |